# 愛知県道213号篠木尾張旭線

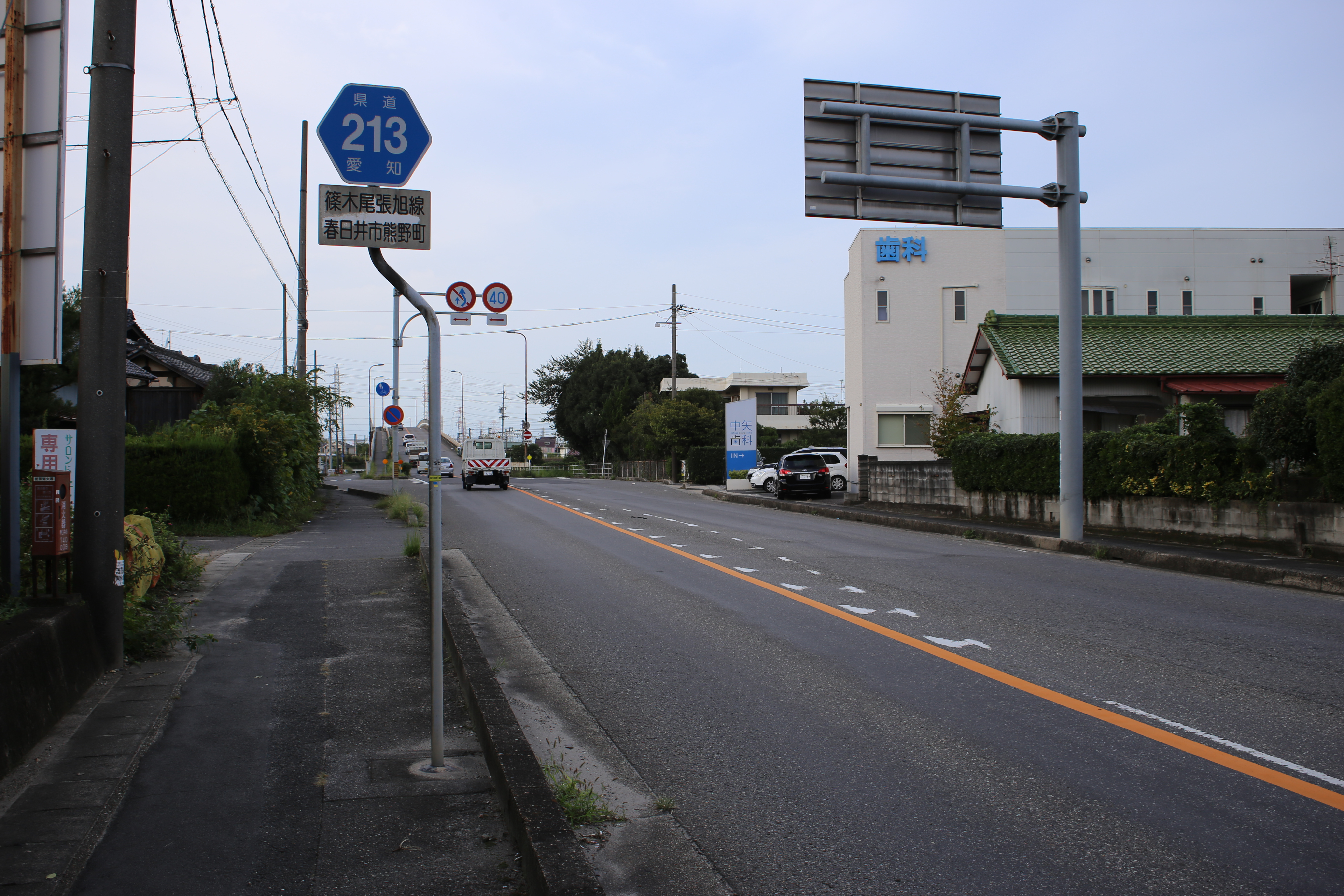
春日井市熊野町（2016年9月）

愛知県道213号篠木尾張旭線（あいちけんどう213ごう しのぎおわりあさひせん）は、愛知県春日井市から同県尾張旭市に至る一般県道である。

## 概要

### 路線データ
- 起点：愛知県春日井市篠木町
- 終点：愛知県尾張旭市印場元町

## 沿革
- 1959年12月15日 認定

## 別名
- 印場通り（尾張旭市）

## 地理

### 通過する自治体
- 愛知県
  - 春日井市
  - 名古屋市（守山区）
  - 尾張旭市

### 接続する道路
- 愛知県道451号名古屋外環状線・愛知県道508号内津勝川線（下街道）（篠木町8丁目交差点）
- 愛知県道75号春日井長久手線（熊野町交差点）
- 愛知県道15号名古屋多治見線（竜泉寺街道）（吉根東交差点）
- 愛知県道214号松本名古屋線（労災病院西交差点 - 印場西交差点間で重複）
- 愛知県道61号名古屋瀬戸線（瀬戸街道）（印場西交差点）

## 沿線

### 春日井市
- ピアゴ篠木店
- JR東海神領車両区

### 名古屋市守山区
- 名古屋市志段味図書館
- イオン守山店
- 国立病院機構東尾張病院

### 尾張旭市
- 小幡緑地（東園）
- 名鉄瀬戸線 印場駅